# Fake - Die Fälschung
Pour plus de détails, voir Fiche technique et Distribution.
Fake – Die Fälschung est un thriller policier allemand réalisé et écrit par Jörg Schlasius et produit par Uwe Boll, sorti en 1999.

## Synopsis
Le film suit un journaliste qui enquête sur un trafic de faux tableaux impliquant de puissantes figures du monde de l'art. En s'approchant trop près de la vérité, il se retrouve pris dans une toile de mensonges et de corruption.

## Fiche technique
- Réalisation : Jörg Schlasius
- Scénario : Jörg Schlasius
- Musique : Johannes Eichenauer, Karl Michael Witzel
- Production : Fachhochschule Wiesbaden, Taunus Film-Produktions GmbH
- Producteur : Uwe Boll
- Pays d'origine :  Allemagne
- Genre : Thriller, Policier
- Durée : 75 minutes
- Date de sortie : 26 février 1999[1]

## Distribution
- Martin Umbach
- Herbert Feuerstein
- Michael Kessler